# Richard Beck (Geologe)
Carl Richard Beck (* 24. November 1858 in Niederpfannenstiel; † 18. August 1919 in Freiberg) war ein deutscher Geologe.

## Leben
Richard Beck verbrachte seine Kindheit in Niederpfannenstiel, einem Ortsteil der Stadt Aue. 
Ab 1872 besuchte er das Gymnasium in Zwickau, 1876 wechselte er auf das Leipziger Nikolaigymnasium, wo er 1879 die Reifeprüfung ablegte. Anschließend nahm er in Freiburg im Breisgau ein Studium der Botanik auf. Im Oktober 1879 ging er zurück nach Leipzig, wo er seine Studien fortsetzte. Beck war von der Natur begeistert, sammelte Fossilien und stellte Herbarien her. Außerdem las er Werke des Naturforschers Ernst Haeckel, von dessen Ideen ihn das Prinzip Monismus besonders ansprach – alle Entwicklung sei auf ein einheitliches Grundprinzip zurückzuführen. 
Zu Becks Lehrern gehörten Hermann Credner und Ferdinand Zirkel. 1883 promovierte er, danach arbeitete er zwölf Jahre lang bei der Sächsischen Geologischen Landesanstalt, wo er sich vorrangig mit der geologischen Kartierung Sachsens befasste.
Im Frühjahr 1895 übernahm Richard Beck als Nachfolger von Alfred Wilhelm Stelzner die Professur für Geologie, Lagerstättenlehre und Versteinerungslehre an der Bergakademie Freiberg. In den Folgejahren verfasste er sein bekanntestes Werk Lehre von den Erzlagerstätten, das drei Auflagen erlebte und ins Englische und Französische übersetzt wurde. Er unternahm zahlreiche Studienreisen, u. a. nach Kanada, Südafrika und Finnland. Von 1911 bis 1913 wirkte er als Rektor der Bergakademie.
Richard Beck starb nach kurzer Krankheit im 61. Lebensjahr in Freiberg.

## Auszeichnungen
- 1886 Ehrenmitglied der Naturforschenden Gesellschaft zu Leipzig
- 1909 Ehrenmitglied des American Institute of Mining Engineers
- 1909 Ehrenmitglied der Geological Society of South Africa
- 1909 Ehrendoktor der Universität Genf
- 1911 Ehrendoktor der Montanistischen Hochschule zu Leoben
- 1913 Ehrendoktor der Universität Toronto
- 1916 Geheimer Bergrat[1]
- 1918 Ordentliches Mitglied der Sächsischen Akademie der Wissenschaften zu Leipzig

## Schriften (Auswahl)
- Das Oligozän von Mittweida mit besonderer Berücksichtigung seiner Flora. Leipzig, Diss., 1883
- Lehre von den Erzlagerstätten. Borntraeger Berlin, 1901 (2. Aufl. 1903; 3. Aufl. 1909)